# Philodromus tabupumensis
Philodromus tabupumensis es una especie de araña cangrejo del género Philodromus, familia Philodromidae. Fue descrita científicamente por Petrunkevitch en 1914.

## Distribución
Esta especie se encuentra en Birmania.